# Kabelschutzrohr

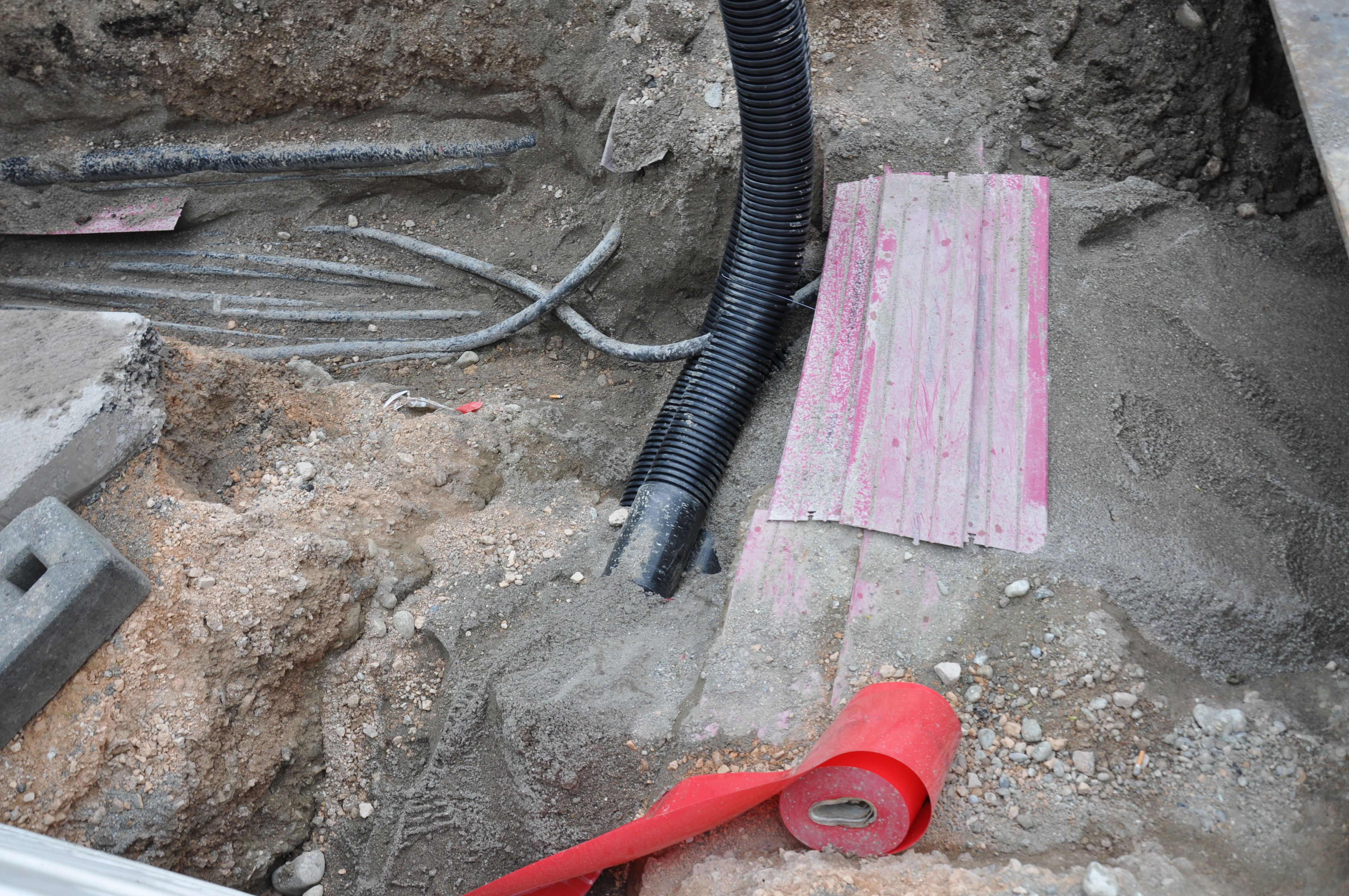
Kabelschutzrohre, daneben ältere Stromkabel ohne Schutz

Ein Kabelschutzrohr dient dem Schutz erdverlegter Strom- und Telekommunikationskabel vor mechanischen Einflüssen und Feuchtigkeit.
Kabelschutzrohre werden entweder als Leerrohr beim Errichten eines Bauwerks eingebaut, um später ein Kabel hindurchzuziehen, oder um bestehende Leitungen herum gebaut. In letzterem Fall besteht das Kabelschutzrohr aus zwei Halbkreis-Schalen, die um das Kabel herumgelegt werden.

## Material
Kabelschutzrohre bestehen in der Regel aus
- Polyvinylchlorid (PVC), in der Regel als Stangenware produziert
- Polyethylen (HDPE), sowohl als Stangenware als auch auf der Trommel erhältlich.